# Transatlantic Holdings
Die Transatlantic Holdings ist ein führender (weltweit elfgrößtes) internationales Rückversicherungsunternehmen mit Firmensitz in  New York City, USA und ist mit Niederlassungen weltweit vertreten.

Durch ihre operativen Einheiten ist die Transatlantic sowohl mit obligatorischem und fakultativem Rückversicherungsschutz für eine breite Palette von Schaden- und Unfallversicherung Produkten, mit Schwerpunkt auf den Spezialrisiken, vertreten.